# First Division (Irlanda)
La First Division è la seconda divisione del campionato irlandese di calcio ed è organizzata dalla League of Ireland.

## Storia
Dalla sua fondazione nel 1985 sino al 2001/02 è stata composto da dieci squadre, che sono poi state portate a dodici dall'anno successivo. Inizialmente le prime due squadre erano promosse nel campionato superiore, poi sono stai introdotti i play-off dalla stagione 1992-1993 nei quali la terza classificata spareggiava con una squadra della Premier League. Questo meccanismo è stato mantenuto fino alla stagione 2001-2002.
Nel 2007, a seguito della fusione tra FAI e League of Ireland, a tutti i club di First Division è stato richiesto di richiedere l'inclusione alla nuova divisione. Le domande sono state vagliate dall'Indipendent Assessment Group in base a bacino di utenza, risultati sul campo degli ultimi cinque anni, solidità economica, societaria ed immobiliare, ed altri parametri. A seguito delle verifiche, il Limerick FC non ottenne la licenza e venne sostituito dal Limerick 37, mentre il Dublin City, fallito l'anno precedente, venne sostituito dal Wexford Youths. Infine, allo Shelbourne venne revocata la licenza di Premier Division per essere poi reinserito in First Division: al suo posto in prima divisione andò il Waterford United.

## Formula
Le squadre si sfideranno in un girone all'italiana per quattro volte, al termine del quale sarà promossa la prima classificata. La seconda classificata, invece, sfiderà la penultima classificata della divisione superiore per un'eventuale promozione. Non sono previste retrocessioni. Sono ammesse seconde squadre non promuovibili dei club di Premier.

## Partecipanti 2025
- Athlone Town
- Bray Wanderers
- Cobh Ramblers
- Dundalk
- Finn Harps
- Kerry
- Longford Town
- Treaty United
- UCD
- Wexford

## Albo d'oro
| Stagione | Vincitore        | Altre promozioni            |
| -------- | ---------------- | --------------------------- |
| 1985-86  | Bray Wanderers   | Sligo Rovers                |
| 1986-87  | Derry City       | Shelbourne                  |
| 1987-88  | Athlone Town     | Cobh Ramblers               |
| 1988-89  | Drogheda Utd     | UCD                         |
| 1989-90  | Waterford United | Sligo Rovers                |
| 1990-91  | Drogheda Utd     | Bray Wanderers              |
| 1991-92  | Limerick         | Waterford United            |
| 1992-93  | Galway Utd       | Cobh Ramblers Monaghan Utd  |
| 1993-94  | Sligo Rovers     | Athlone Town                |
| 1994-95  | UCD              | Drogheda Utd                |
| 1995-96  | Bray Wanderers   | Finn Harps Home Farm        |
| 1996-97  | Kilkenny City    | Drogheda Utd                |
| 1997-98  | Waterford United | Bray Wanderers              |
| 1998-99  | Drogheda Utd     | Galway Utd                  |
| 1999-00  | Bray Wanderers   | Longford Town Kilkenny City |
| 2000-01  | Dundalk          | Monaghan Utd                |
| 2001-02  | Drogheda Utd     |                             |
| 2002-03  | Waterford United |                             |
| 2003     | Dublin City      |                             |
| 2004     | Finn Harps       | UCD Bray Wanderers          |
| 2005     | Sligo Rovers     | Dublin City                 |
| 2006     | Shamrock Rovers  | Dundalk                     |
| 2007     | Cobh Ramblers    | Finn Harps                  |
| 2008     | Dundalk          |                             |
| 2009     | UCD              | Sporting Fingal             |
| 2010     | Derry City       |                             |
| 2011     | Cork City        | Monaghan Utd Shelbourne     |
| 2012     | Limerick         |                             |
| 2013     | Athlone Town     |                             |
| 2014     | Longford Town    | Galway United               |
| 2015     | Wexford Youths   | Finn Harps                  |
| 2016     | Limerick         | Drogheda Utd                |
| 2017     | Waterford        |                             |
| 2018     | UCD              | Finn Harps                  |
| 2019     | Shelbourne       |                             |
| 2020     | Drogheda Utd     | Longford Town               |
| 2021     | Shelbourne       | UCD                         |
| 2022     | Cork City        |                             |
| 2023     | Galway United    | Waterford                   |
| 2024     | Cork City        |                             |